# Yom-Tob Atias
Yom-Tob Atias (Yom-Tob ben Levi Atias), ou Jerónimo de Vargas de son nom chrétien, est un théologien, éditeur et typographe juif d'origine espagnole attesté à Ferrare au milieu du XVIe siècle.

## Biographie
Il apparaît à Ferrare en 1552 à la tête d'une imprimerie qui imprime une traduction espagnole du Livre de prières juif pour l’année entière. On ne sait rien de sa vie antérieure si ce n'est qu'il est d'origine espagnole et qu'il vivait en Espagne sous le nom chrétien de Jerónimo de Vargas ; le nom d'At(h)ias est courant parmi les Juifs Séfarades, mais on ne sait pas le situer dans ces familles. Il publie en 1552 deux autres livres liturgiques.
En 1553, il imprime, avec Abraham Usque , la Bible de Ferrare, la production qui l'a rendu célèbre. Ensuite, on n'a plus de traces de lui et on retrouve Abraham Usque à la tête de son imprimerie.